# Google Analytics
A Google Analytics (GA) a Google ingyenes szolgáltatása, ami a weboldal látogatóiról készít és prezentál részletes statisztikát. Fő célkitűzése, hogy a webmesternek segítsen a reklámkampányok optimalizálásában, azáltal, hogy megmutatja, a látogatók honnan kattintottak át, mennyi időt töltenek a weboldalon, illetve hogy földrajzilag hol találhatók.
A Google szolgáltatása az Urchin Software Corporation analizáló rendszerén, az Urchin on Demand-on alapul. (A Google 2005 áprilisában felvásárolta az Urchin Software Corporationt). A Google viszonteladókon keresztül még mindig árusítja az Urchin telepíthető szoftverét.
A Google-logóval ellátott változat 2005 novemberében jelent meg, először korlátozás nélkül, majd a hatalmas érdeklődés miatt a regisztrációkat kénytelenek voltak felfüggeszteni alig néhány nappal később. Kapacitásbővítés után a Google egy várólistát hozott létre, a feliratkozottak közül sorsolják a meghívókat a szolgáltatásra. 2006. augusztus 16. óta a szolgáltatás bárki számára hozzáférhető.
A Google gondot fordított a kezdeti teljesítményproblémák kiküszöbölésére, jelenleg a riportok általában kevesebb mint 1 óránként frissülnek. Minden felhasználó legfeljebb 5 weboldalon használhatja a szolgáltatást, az ingyenessé tétel előtti felhasználók legfeljebb 50 oldalon. 
A Google Analyticsben sokfajta nézet létezik: egy egyszerű áttekintő „műszerfal”-nézet, és számos (több mint 80 különböző) részletes riport kérhető le, amik valamelyest testre is szabhatók. Három fő nézet létezik: az Executive, a Marketer és a Webmaster nézet.
A szolgáltatás az angol mellett még jó néhány nyelven hozzáférhető, 2007 végétől már magyarul is használható a program.